# Canal Baudouin
Le canal Baudouin est un canal belge à grand gabarit (classe VI, plus de 2 000 tonnes). Il relie le port maritime de Zeebruges au port intérieur de Bruges, à proximité du centre de cette ville (province de Flandre occidentale).

## Géographie
Le canal a une longueur de 12 kilomètres. Son trajet compte une écluse à chacune de ses extrémités.

## Histoire
Les travaux débutent en 1896 et sont finalisés à partir de 1905. Originellement nommé le canal Bruges-Zeebruges, il est renommé en 1951 d'après le roi Baudouin, un an après son accession au trône.

## Écluses
- Bruges : écluse, 115 m x 12 m ;
- Zeebruges : écluse de mer, 165 m x 19 m.

## Liaison avec d’autres canaux

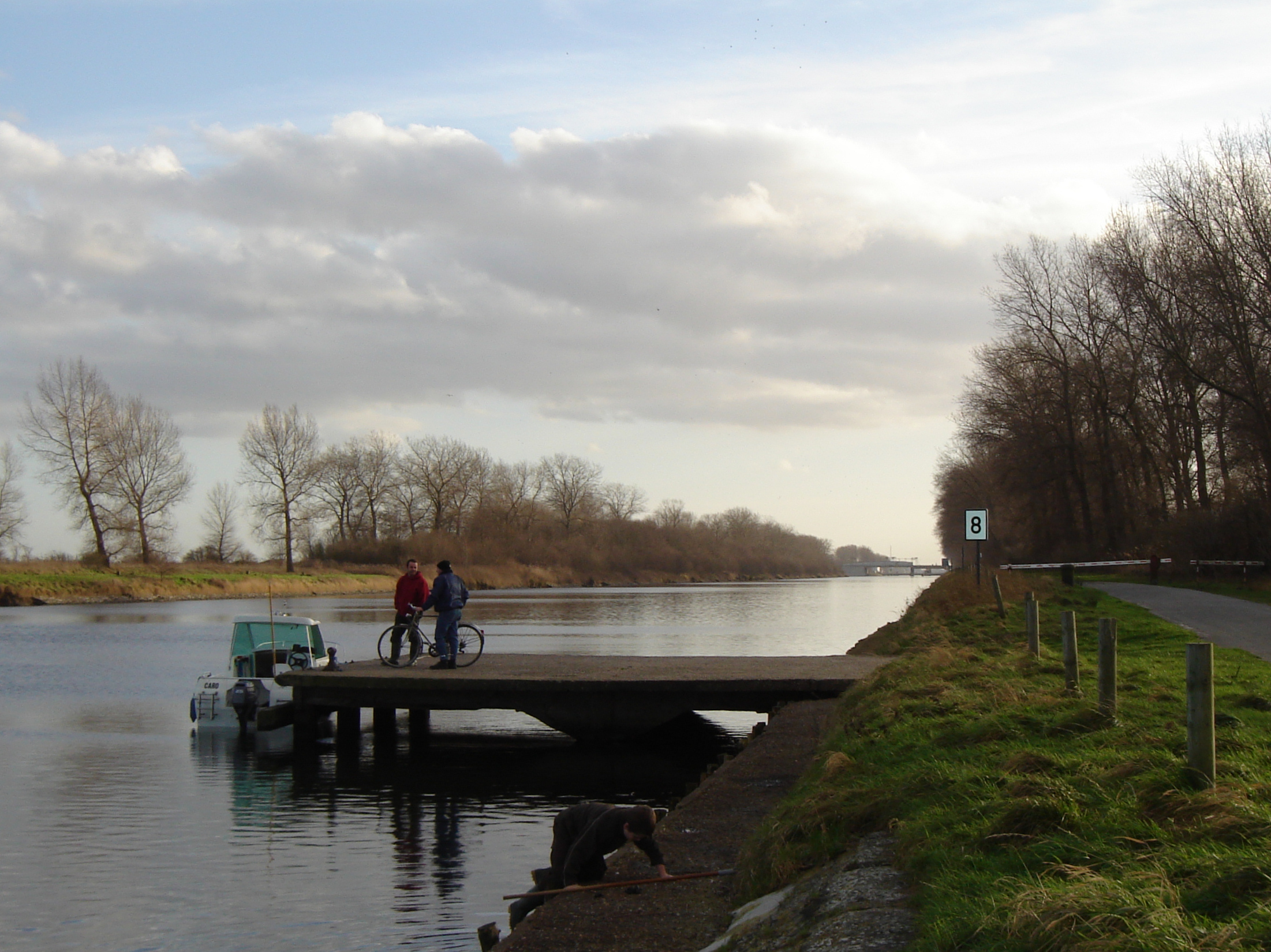
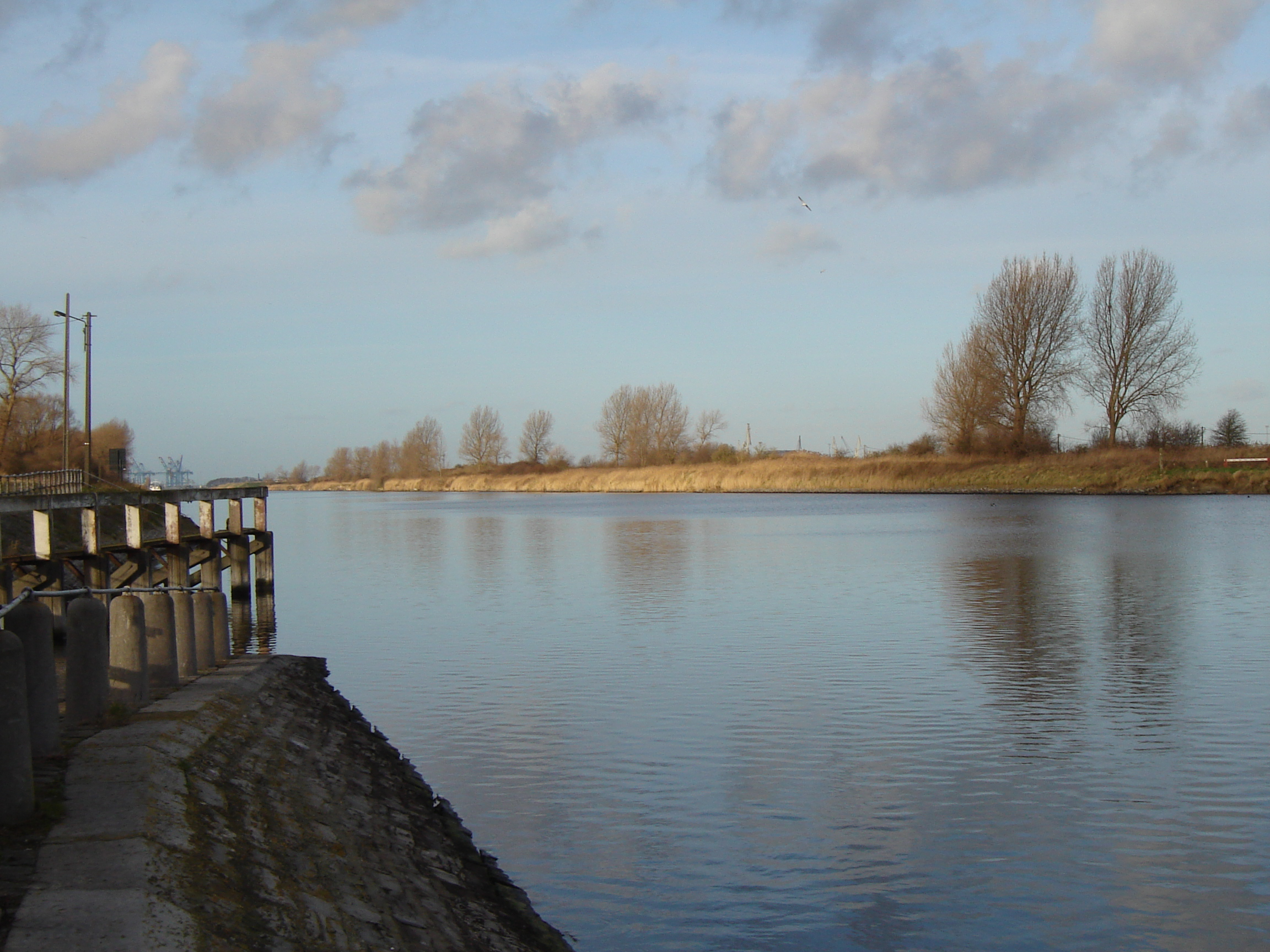

- Canal Gand-Ostende : à Bruges.